# Turbo (film fra 2012)
|  | Denne artikel er oprettet af botten Steenthbot ud fra en ekstern database. Den kan derfor have sproglige fejl eller mangler. Denne skabelon kan fjernes efter kontrol af indholdet. |

 For alternative betydninger, se Turbo (flertydig). (Se også artikler, som begynder med Turbo)
Turbo er en dansk kortfilm fra 2012 instrueret af Andreas Thaulow.

## Handling
Da Asger kigger tilbage ud af bagruden på sin bil, kan han ikke komme i tanker om, hvorfor hans hjerte banker, og hvorfor der løber blod ned over panden på ham. Og hvorfor ligger der et ødelagt sidespejl og en fremmed telefon på passagersædet?

## Medvirkende
- Elliott Crosset Hove, Asger "Turbo" Frank